# Nilso Sguarezi
Nilso Romeu Sguarezi (Lagoa Vermelha, 28 de outubro de 1940) é um político brasileiro. Filho de Frederico Sguarezi com Irene Sguarezi.

## Trajetória Acadêmica
Sua trajetória acadêmica começou com a realização do curso de Administração Municipal, no Instituto Brasileiro de Administração Municipal – IBAM. Obteve também, o bacharel em Ciências Jurídicas e Sociais. 

## Carreira Política e Outros Cargos
Sua carreira política foi iniciada quando assumiu o posto de vereador da Câmara Municipal de Pato Branco, município do Paraná, dedicando-se a partir de então à advocacia, de 1962 à 1967,na Universidade Federal do Paraná – UFPR - localizada na capital Curitiba.
Após boa atuação como camarista no município paranaense, alcançou uma cadeira de deputado estadual. A partir disso, fez parte das Comissões de Constituição e Justiça - CCJ; Polícia; Instrução Pública; Meio Ambiente e Redação. Foi líder do Partido do Movimento Democrático Brasileiro – PMDB - e do governo na Assembleia Legislativa do estado do Paraná.
Exerceu o mandato de deputado federal constituinte de 1987 até o ano de 1991. Sua data de posse foi no dia 01 de fevereiro de 1987.

Além da carreira como político, lecionou aulas de direito penal na Pontifícia Universidade Católica do Paraná - PUCPR.